# Tonari no Seki-kun
Tonari no Seki-kun (jap. となりの関くん, dt. „Mein [Bank-]Nachbar Seki“) ist eine Manga-Serie von Takuma Morishige. Sie erscheint seit 2010 in Japan und wurde in Form einer Animeserie adaptiert. 

## Inhalt
Die Serie erzählt Episoden aus dem Alltag der Schülerin Rumi Yokoi (横井 るみ). Sie beobachtet ihren Banknachbarn Toshinari Seki (関 俊成), der stets nicht auf den Unterricht achtet, sondern sich mit Spielen die Zeit vertreibt. Dabei ist er meist sehr kreativ, geschickt oder auch etwas waghalsig, kümmert sich aber nie um den Rest der Klasse. Doch auch dieser bemerkt, bis auf Rumi, nicht was er tut. So baut er auf seinem Tisch eine aufwändige Domino-Kettenreaktion, spielt Krieg mit Shōgi-Steinen oder schnitzt ein Stempelsiegel aus seinem Radiergummi.

## Veröffentlichung
Die Serie von Autorin und Zeichnerin Takuma Morishige erscheint in Japan seit dem 5. Oktober 2010 (Ausgabe 11/2010) im Magazin Comic Flapper des Verlags Media Factory. Die Kapitel wurden auch in bisher neun Sammelbänden veröffentlicht. Ediciones Tomodomo veröffentlicht eine spanische Übersetzung, Vertical und Tong Li lizenzierten den Manga für den nordamerikanischen bzw. taiwanesischen Markt.

## Anime-Adaptionen
Beim Studio Shin’ei Dōga entstand unter der Regie von Yūji Mutō eine 21-teilige Animeserie auf Grundlage der ersten drei Bände des Mangas. Das Charakterdesign entwarf Masae Ōtake und die künstlerische Leitung lag bei Shinji Kawaai. Die Hauptfiguren werden gesprochen von Hiro Shimono (Toshinari Seki) und Kana Hanazawa (Rumi Yokoi). Die Musik komponierten Akifumi Tada und Hiroshi Nakamura, für den Vorspann verwendete man das Lied Meiwaku Spectacle (迷惑スペクタクル), gesungen von Kana Hanazawa. Der Abspann ist unterlegt mit Set Them Free von Akira Jimbo. Das Lied Danran! Robot Kazoku (団欒!ロボット家族) von Ichiro Mizuki wird mehrfach während Folgen eingespielt, wenn Seki mit einer Roboter-Familie spielt.
Die ersten 13 Folgen wurden vom 6. Januar bis 31. März 2014 nach Mitternacht (und damit am vorigen Fernsehtag) von TV Tokyo gezeigt, am Folgetag begann die Ausstrahlung bei AT-X. Weitere 8 Folgen, wurden anschließend als Web-Anime veröffentlicht, die letzte Folge am 25. Mai 2014. Aniplus-Asia zeigte die Serie außerhalb Japan, die Streaming-Plattform Crunchyroll stellt den Anime mit Untertiteln in mehreren Sprachen, darunter Deutsch, zur Verfügung.

## Rezeption
Die Sammelbände verkauften sich in den ersten Wochen jeweils über 150.000-mal. Insgesamt wurden etwa drei Millionen Bände verkauft. 2012 wurde die Serie für die 5. Manga-Taisho-Preise nominiert.